# 梵高之家

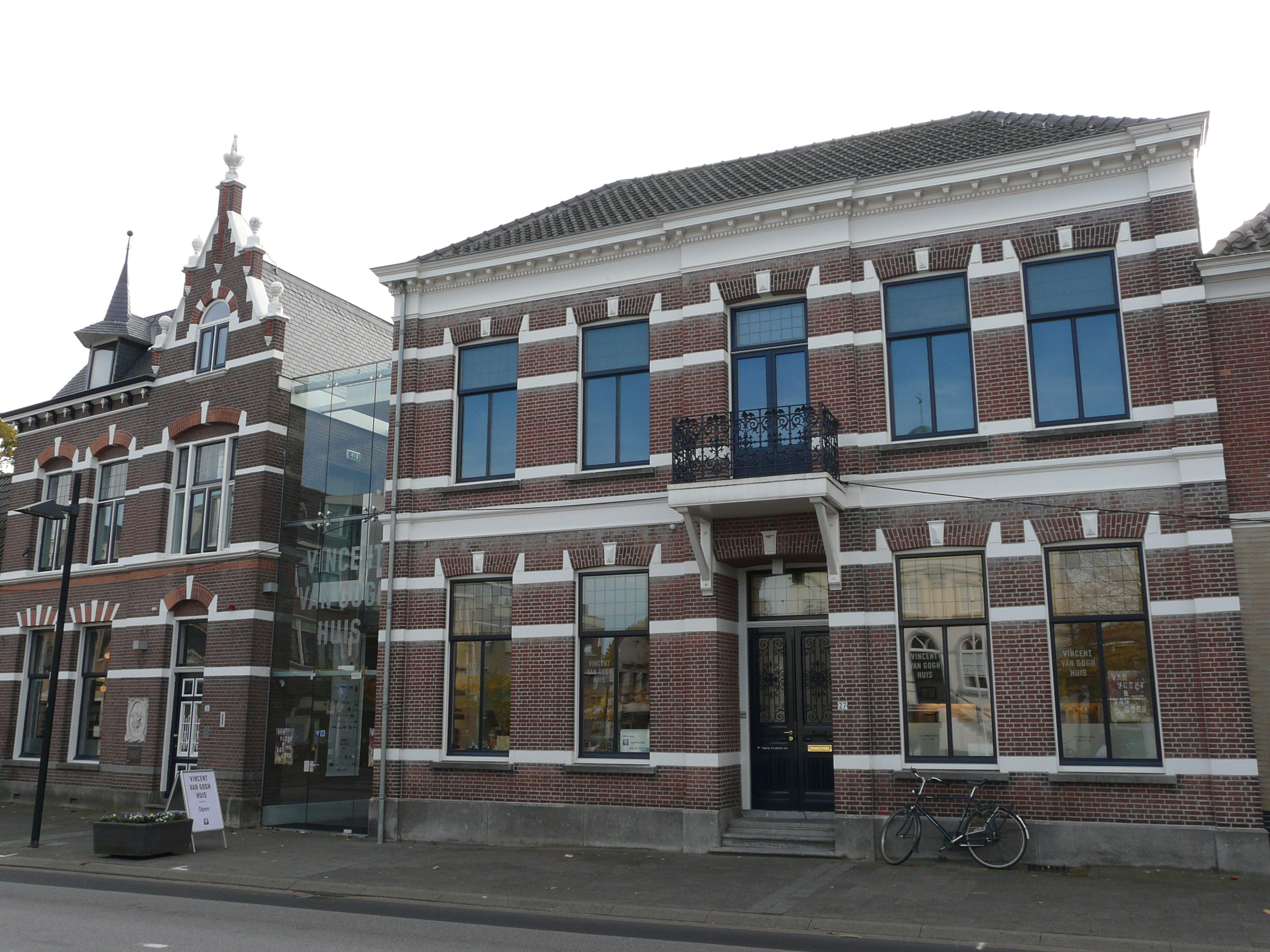
梵高之家

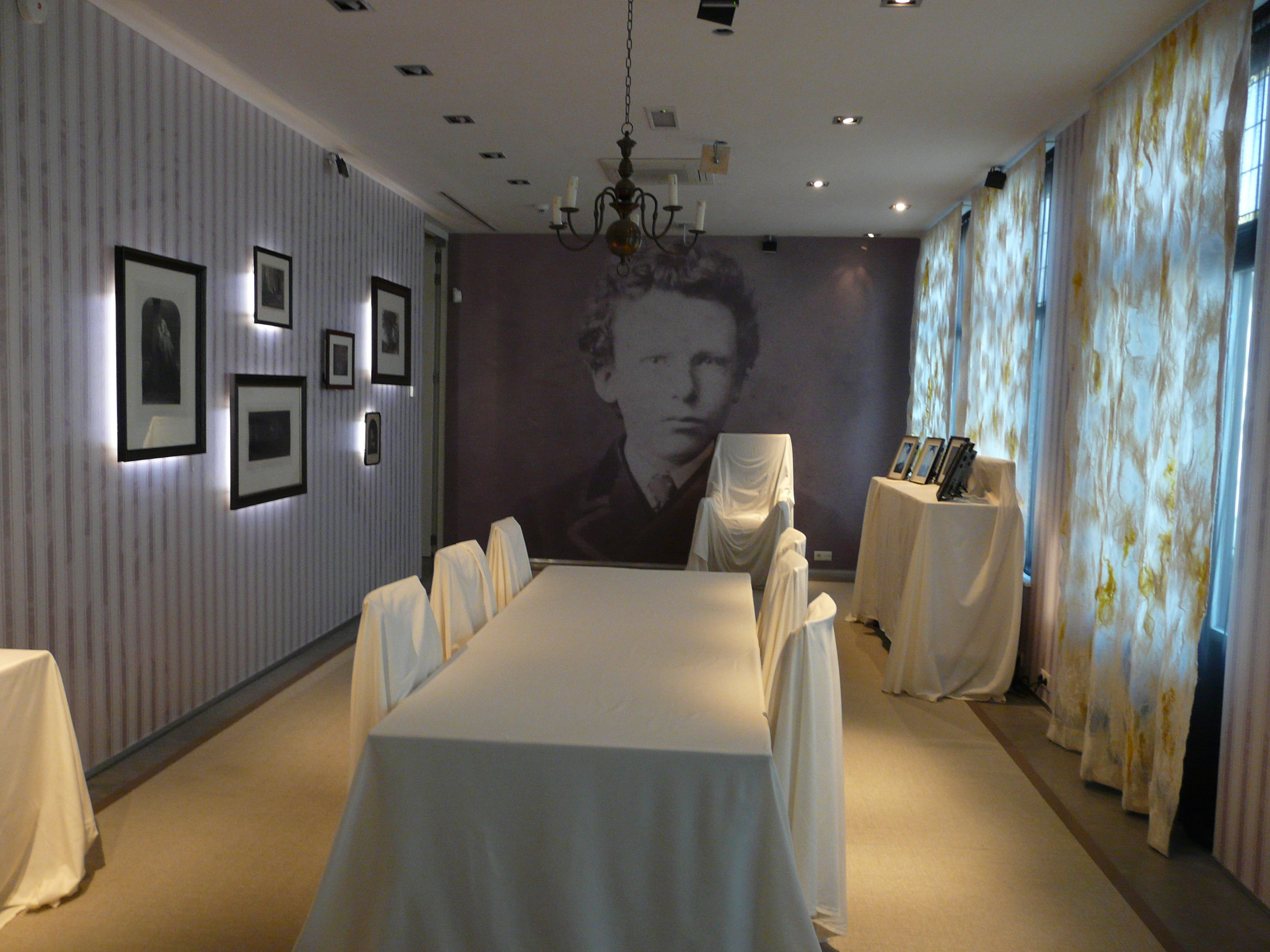
梵高之家的客厅

梵高之家（荷蘭語：Vincent van GoghHuis）是一家献给荷兰画家梵高的艺术中心，位于这位画家在津德尔特的出生地原址上。

## 历史
梵高出生时的房子早已被拆毁了。梵高之家正对着市政厅，地址是Markt26、27，梵高于1853年出生在这里。梵高之家于2008年9月12日正式对外开放。
该中心是布拉班特地区和梵高有关的地方津德尔特、埃滕-勒尔（Etten-Leur）、蒂尔堡（Tilburg）和尼嫩（Nuenen）合作的成果。它是斯海尔托亨博斯的北布拉班特博物馆的一部分。

## 展厅
一层是博物馆商店，也是VVV和办公处。这里也经常举办讲座。旁边就是梵高酒馆（Auberge Van Gogh），以及花园露台和绘画工作室。
楼上是一个提供视听演示的客厅，游客通过耳机能听到有关梵高在津德尔特的早年生活以及其家庭的介绍。在另一个房间内有通过液晶显示器提供的其他介绍。

## 临时展览
该中心经常举办由梵高作品获得灵感的艺术家的作品展览。

## 画廊

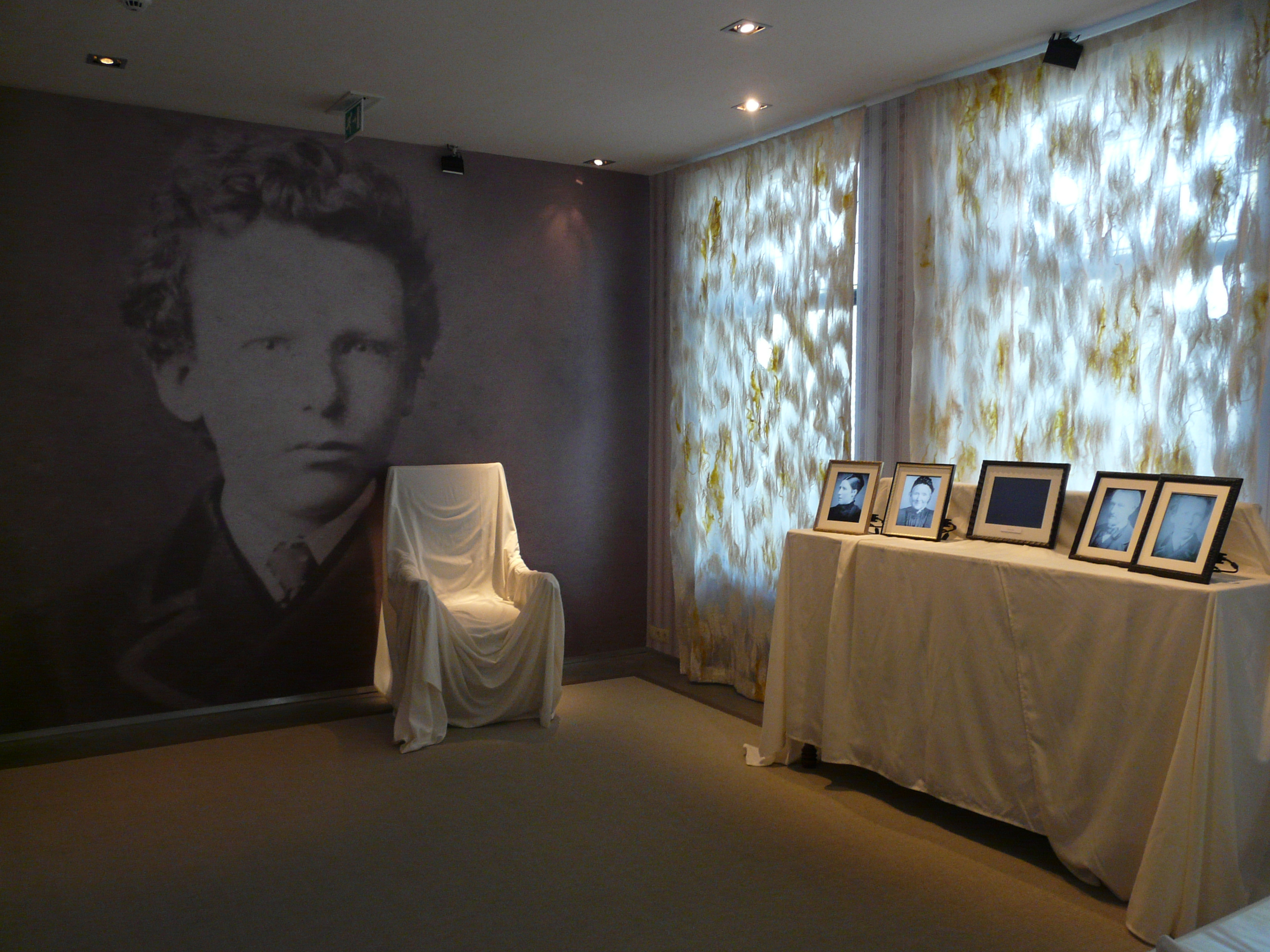
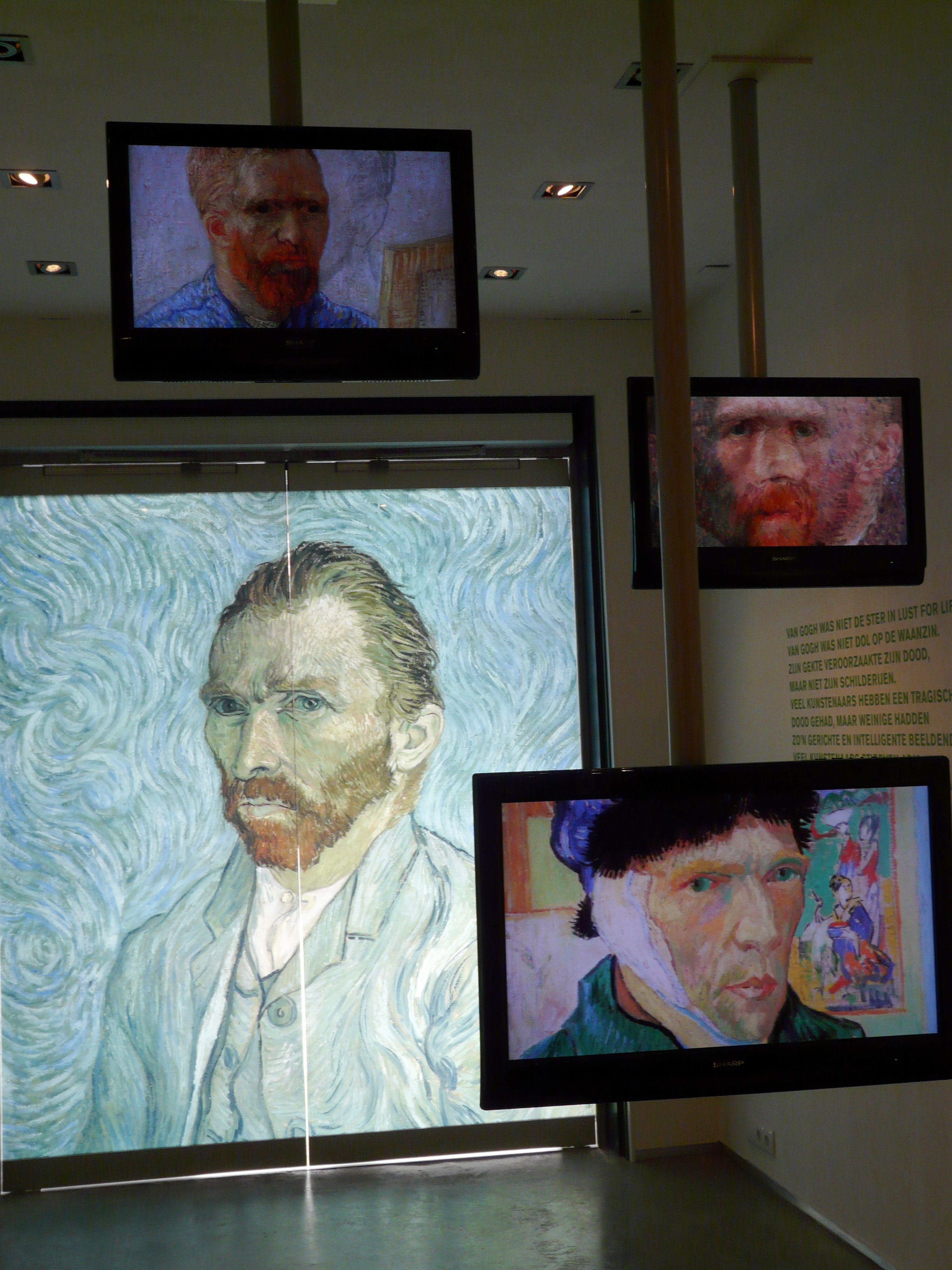
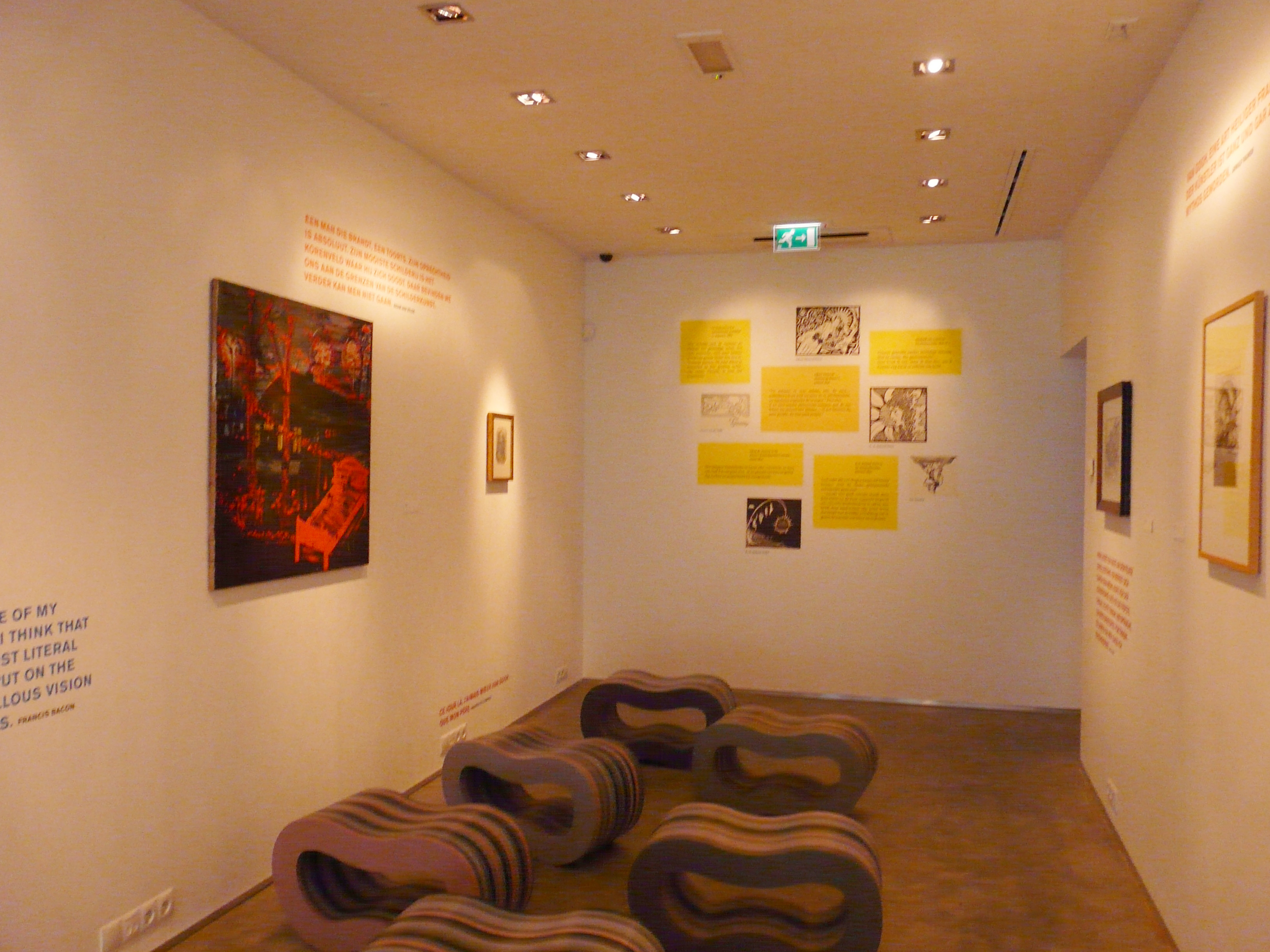

51°28′21″N 4°39′54″E / 51.47250°N 4.66500°E